# Chloé Bax
Chloé Stephanie Bax (* 14. April 2001) ist eine mauritische Siebener-Rugby- und Beachhandballspielerin.
Chloé Bax lebt in Tamarin und besuchte die Schulen Lycée La Bourdonnais und Lycée des Mascareignes. Sie ist für den Verein Moka Rangers im Handball und Mauritian Barbarians im Rugby aktiv.

## Rugby
Bax gehörte als 18-Jährige als jüngste Spielerin der mauritischen Frauen-Nationalmannschaft „Barbarians“ im Siebener-Rugby zum Team, das zum zweiten Mal in der Geschichte des Landes an den Afrikameisterschaften im Siebener-Rugby 2019 in Monastir teilnahm. Am ersten Tag verlor Mauritius alle seine drei Gruppenspiele gegen Tunesien (38), Madagaskar und Marokko (beide 41) zu null. Am zweiten Tag konnten bei den Platzierungsspielen bei der 10-29-Niederlage gegen Ghana die ersten Punkte erzielt werden. Beim abschließenden Spiel um den vorletzten Platz gegen Botswana konnte Mauritius fast seinen ersten Sieg beim Afrika-Cup feiern und unterlag erst in der Verlängerung mit 17-22. Bax war hierbei die herausragende Spielerin ihres Teams und erzielte drei Versuche, bei denen sie jeweils fast das gesamte Spielfeld überquerte. Sie gilt als eine der herausragenden Zukunftshoffnungen für ihre Nationalmannschaft.
Ende 2019 trat sie mit den Mauritian Barbarians zudem beim hochklassig besetzten und traditionsreichen Einladungsturnier Dubai Sevens in Dubai an. Mit ihrer Mannschaft konnte sie das Viertelfinale erreichen.

## Beachhandball
Nachdem sich Mauritius bei den Juniorenweltmeisterschaften 2017 in Flic-en-Flac auf Mauritius für die Olympischen Jugend-Sommerspiele 2018 qualifizieren konnte, wo Beachhandball erstmals olympisch ausgetragen wurde, die Leistung der Mädchen indes stark zu wünschen übrig ließ, wurden in anderen Sportarten Spielerinnen gesucht, die kurzfristig umgeschult werden konnten und das Team ergänzen könnten. Zu diesen Spielerinnen gehörte auch die Siebener-Rugby-Spielerin Chloé Bax, die als Defensivspielerin eingesetzt wurde.

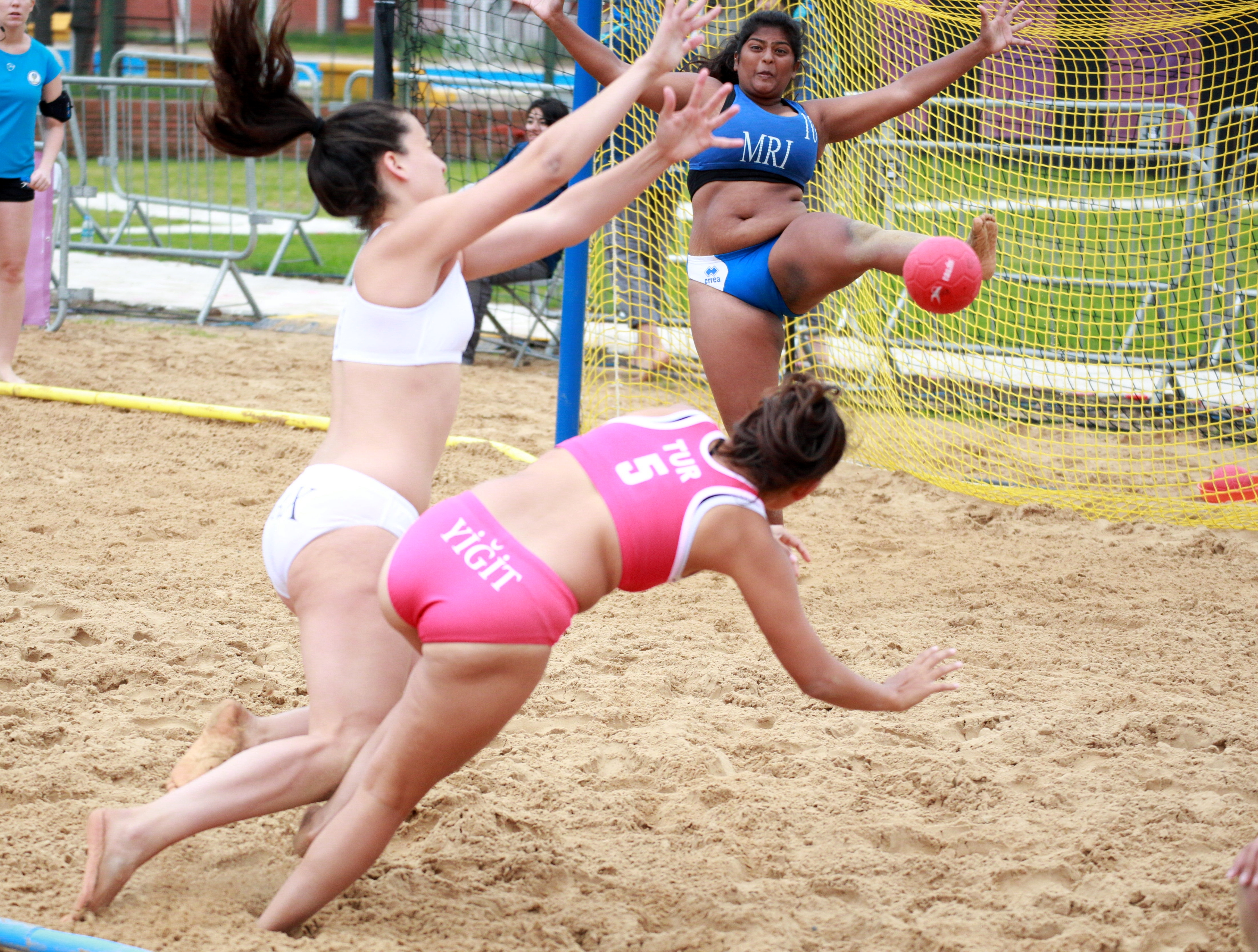
Bax (weiß) verursacht im Platzierungsrundenspiel gegen die Türkei an Serap Yiğit (pink) einen Strafwurf; im Tor (blau) Sarina Ramlugon

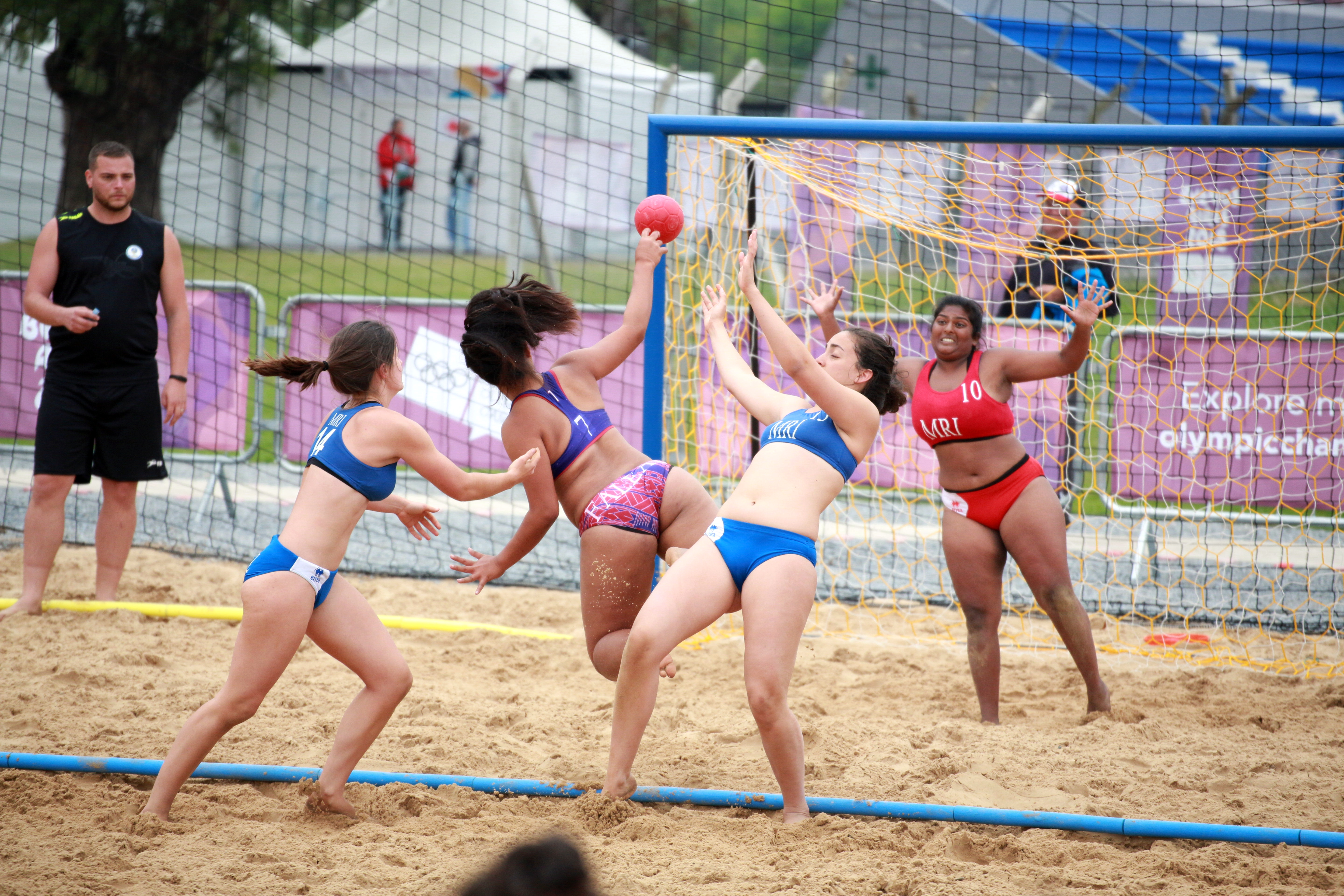
Emma de Waal (links) und Chloé Bax (rechts) versuchen Roselyn Faleao am Torwurf zu hindern; im Tor Sarina Ramlugon

Bei den Spielen in Buenos Aires startete Mauritius mit einer glatten 0-2-Niederlage bei 6:30 Punkten gegen Kroatien. Bax, die das Turnier über zumeist mit Sabine Desvaux de Marigny und Emma de Waal das Abwehrtrio vor der Torhüterin Sarina Ramlugon bildete, blieb unauffällig. Auch das zweite Spiel gegen Ungarn wurde in zwei Sätzen bei 6:51 Punkten deutlich verloren, Bax verursachte einen Penalty in diesem Spiel. Spätestens nach der Niederlage im dritten Spiel gegen den anderen großen Außenseiter des Turniers aus Amerikanisch-Samoa in zwei Sätzen war klar, dass Mauritius der größte Underdog des Turniers war. Mit 15:38 Punkten konnte dieses Mal immerhin die Punktquote etwas erfreulicher gehalten werden. Bax erzielte in dem Spiel ihren ersten Punkt im Turnier, verursachte aber erneut auch einen Penalty. Bei der folgenden klaren Niederlage gegen Taiwan erhielt sie eine Zeitstrafe, erzielte aber auch ihren zweiten Punkt des Turniers sowie einen Turnover (Balleroberung). Die 0-2-Niederlage (4:61) gegen Russland war die höchste Niederlage im Turnierverlauf, Bax verursachte ihren dritten Penalty. Als einzige sieglose Mannschaft wurde Mauritius Gruppenletzte und spielte anschließend in der Platzierungsrunde. Hier unterlag man zunächst Venezuela 0-2 (4:48), Bax erhielt in dem Spiel ihre zweite Zeitstrafe des Turniers. Auch im Spiel gegen Hongkong gelang es nicht, einen Satz zu gewinnen, Bax verursachte zum vierten Mal einen Strafwurf. Auch bei der 0-2-Niederlage gegen die Türkei wurde sie wieder mit einer Zeitstrafe belegt, konnte aber auch zwei gegnerische Würfe blocken. Auch nach der Platzierungsrunde war Mauritius Tabellenletzte ohne Sieg und ohne Satzgewinn. Im Spiel um den elften Platz traf man erneut auf Amerikanisch-Samoa. Dieses Mal war das Spiel weitaus härter umkämpft als in der Vorrunde, mit 19:7 konnte erstmals ein Satz gewonnen werden. Diese glichen die Spielerinnen von Amerikanisch-Samoa mit 22:6 im zweiten Durchgang aus. Die Entscheidung fiel im Shootout für Amerikanisch-Samoa, da keine Spielerin von Mauritius einen Punkt erzielen konnte. Bax wurde zum vierten Mal mit einer Zeitstrafe belegt und war damit eine von sieben Spielerinnen, die viermal während des Turniers vom Platz mussten. Nur die Kroatin Mia Bošnjak mit sechs und Imeleta Mata'utia von Amerikanisch-Samoa mit fünf Zeitstrafen wurden öfter verwarnt.

## Einzelbelege
1. ↑  Activités sportives – Lycée des Mascareignes. Abgerufen am 25. Juni 2020 (französisch).
2. ↑  2019 Rugby Africa Women’s Seven Kicks Off its First Day on a High Note. In: Rugby Afrique. 13. Oktober 2019, abgerufen am 25. Juni 2020 (amerikanisches Englisch).
3. ↑  Kenya qualify for Tokyo 2020 despite Rugby Africa Women's Sevens final defeat. Abgerufen am 25. Juni 2020.
4. ↑  Maurice en quête d’expérience. In: Rugby Afrique. 15. Oktober 2019, abgerufen am 25. Juni 2020 (französisch).
5. ↑  A 2019 Year of High Performance for Mauritian Rugby. In: Rugby Afrique. 5. Februar 2020, abgerufen am 25. Juni 2020 (amerikanisches Englisch).
6. ↑  International Open Women. Ehemals im Original (nicht mehr online verfügbar); abgerufen am 25. Juni 2020 (amerikanisches Englisch). (Seite nicht mehr abrufbar. Suche in Webarchiven)
7. ↑  Mauritian Barbarians - Dubai 7's 2019, Port Louis (2020). Abgerufen am 25. Juni 2020.
8. ↑  Zeitungsbericht zum Turnier (Memento vom 25. Juni 2020 im Internet Archive) (französisch)
9. ↑  Loïc Gangaram: Derniers réglages pour nos handballeurs. 28. September 2018, archiviert vom Original am 26. Juni 2020; abgerufen am 25. Juni 2020 (französisch).
10. ↑  2018 Summer Youth Olympics Official Result Book Beach handball

| Personendaten    | Personendaten                            |
| ---------------- | ---------------------------------------- |
| NAME             | Bax, Chloé                               |
| ALTERNATIVNAMEN  | Bax, Chloé Stephanie                     |
| KURZBESCHREIBUNG | mauritische Handball- und Rugbyspielerin |
| GEBURTSDATUM     | 14. April 2001                           |